# Otto Christian von der Pahlen
Otto Christian von der Pahlen, född 17 september 1680 i Reval, död 29 januari 1756 i Åsbo församling, Östergötlands län, var en svensk friherre och militär.

## Biografi
Otto Christian von der Pahlen föddes 1680 i Reval. Han var son till ryttmästaren Otto Magnus von der Pahlen vid Livregementet till häst och Magdalena Munck af Fulkila. von der Pahlen blev 1698 kadett vid Änkedrottningens livregemente till häst, 1699 underofficer vid överstelöjtnanten Stahlens bataljon, 1700 kvartermästare vid Nylands dragonregemente och 18 oktober 1700 löjtnant vid Åbo läns tremänningskavalleriregemente med konfirmerad fullmakt 26 november 1700. Han blev 14 oktober 1702 skeundryttmästare vid Smålands kavalleriregemente, 11 februari 1705 premiärryttmästare vid regementet, 4 december 1708 major, 26 juni 1722 överstes karaktär och 20 maj 1728 överstelöjtnant. von der Pahlen blev 9 december 1728 överstelöjtnant vid Östgöta kavalleriregemente, 29 maj 1739 överste vid Västmanlands regemente och tog avsked 3 mars 1747. Han fick 7 november 1747 generalmajors karatär och blev 26 september 1748 riddare av Svärdsorden. von der Pahlen avled 1756 på Grönlund i Åsbo socken.

### Familj
von der Pahlen gifte sig 2 april 1723 i Norra Vi socken med grevinnan Magdalena Charlotta Mörner af Morlanda (1701–1778), som var dotter till presidenten greve Carl Gustaf Mörner af Morlanda och friherrinnan Catharina Margareta Bonde. De fick tillsammans dottern Catharina Magdalena von der Pahlen (1724–1784) som var gift med landshövdingen greve Bengt Gustaf Frölich i Malmöhus län.